# دانکنز میلز (کالیفرنیا)
دانکنز میلز (به انگلیسی: Duncans Mills) یک منطقهٔ مسکونی در ایالات متحده آمریکا است که در شهرستان سونوما، کالیفرنیا واقع شده‌است. دانکنز میلز ۱۷۵ نفر جمعیت دارد و ۷ متر بالاتر از سطح دریا واقع شده‌است.